# Baltazarivka, Ceaplînka
Baltazarivka (în ucraineană Балтазарівка) este localitatea de reședință a comunei Baltazarivka din raionul Ceaplînka, regiunea Herson, Ucraina.

## Demografie
Componența lingvistică a localității Baltazarivka
     Ucraineană (70%)
     Rusă (4,29%)
     Alte limbi (0,64%)
Conform recensământului din 2001, majoritatea populației localității Baltazarivka era vorbitoare de ucraineană (70%), existând în minoritate și vorbitori de rusă (4,29%).